# Horburg-Maßlau
Horburg-Maßlau ist ein Ortsteil der Stadt Leuna im Saalekreis in Sachsen-Anhalt.

## Geografie

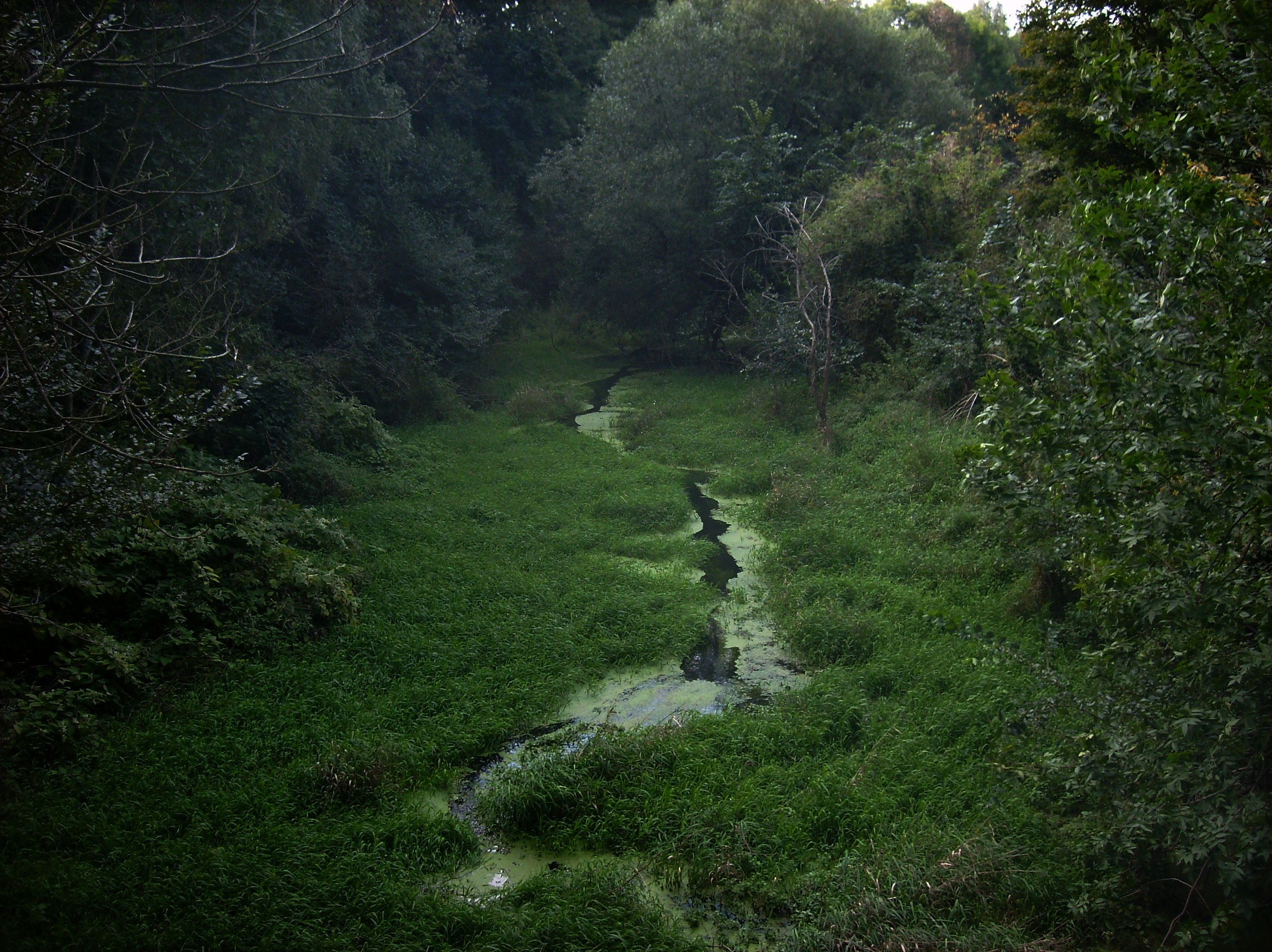
Luppe bei Horburg

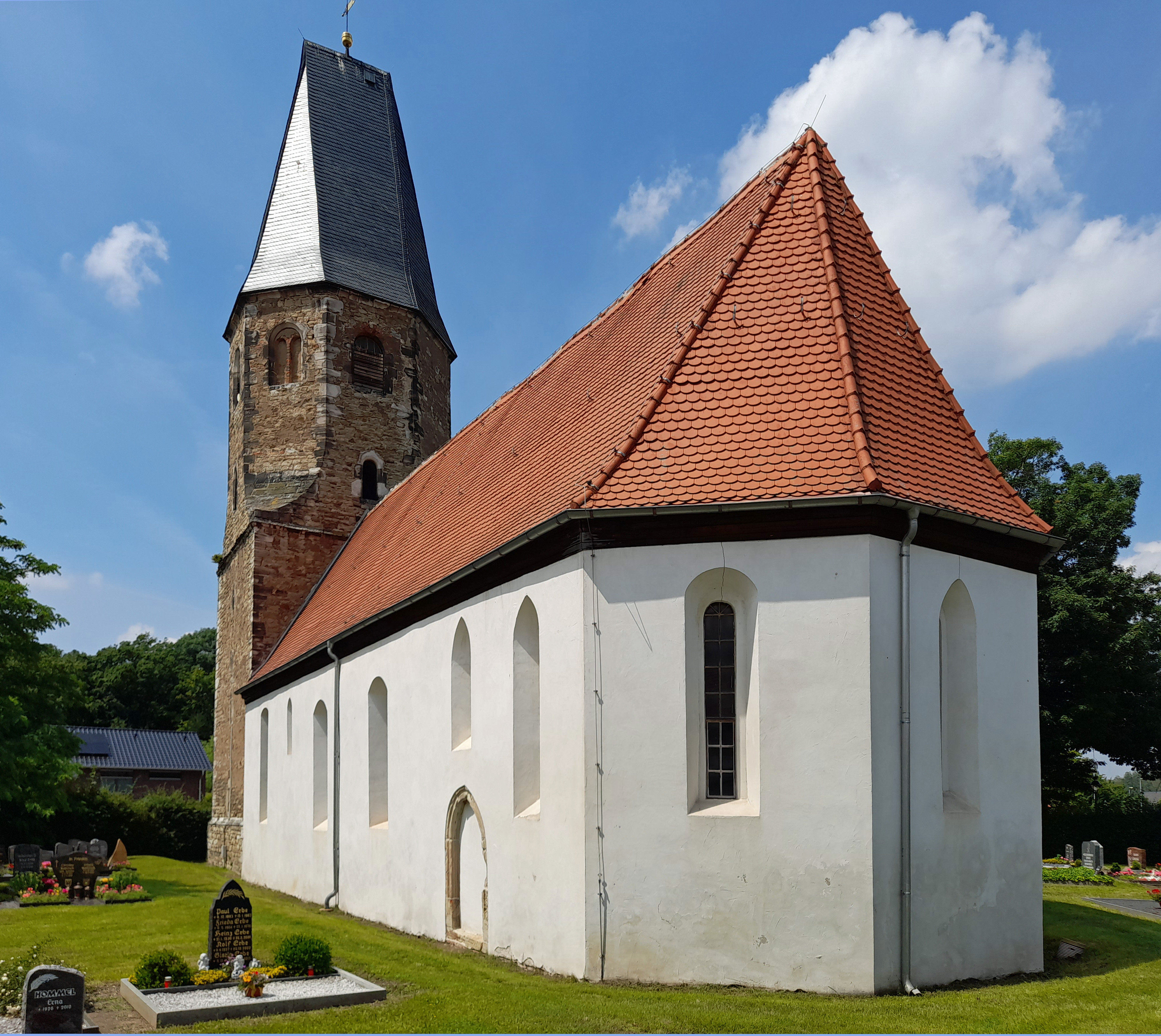
Kirche in Horburg

Horburg-Maßlau liegt zwischen Merseburg und Leipzig. Im Osten grenzt der Ortsteil an den Ortsteil Dölzig der Stadt Schkeuditz im Landkreis Nordsachsen.
Die Orte Horburg und Maßlau sind durch den Fluss Luppe getrennt. Im Norden fließt die Weiße Elster. Südlich von Horburg fließt der Augraben, ein ehemaliger Nebenarm des Zschampert.

## Geschichte
Im Jahr 1124 erfolgte die erste urkundliche Erwähnung Horburgs. Der Ort gehörte wie Maßlau bis 1815 zum hochstiftlich-merseburgischen Amt Schkeuditz, das seit 1561 unter kursächsischer Hoheit stand und zwischen 1656/57 und 1738 zum Sekundogenitur-Fürstentum Sachsen-Merseburg gehörte. Die Kirche in Horburg brannte am 22. November 1773 durch Unachtsamkeit bei der Benutzung eines halbfertigen Backofens nieder.
Durch die Beschlüsse des Wiener Kongresses wurden Horburg und Maßlau mit dem Westteil des Amts Schkeuditz im Jahr 1815 an Preußen abgetreten. Bei der politischen Neuordnung Preußens wurden sie 1816 dem Kreis Merseburg im Regierungsbezirk Merseburg der Provinz Sachsen zugeteilt, zu dem sie bis 1952 gehörten. Am 1. Juli 1950 wurde Maßlau nach Horburg eingemeindet. Bei der Kreisreform in der DDR wurde Horburg mit Maßlau im Jahr 1952 dem Kreis Merseburg im Bezirk Halle zugeteilt, der 1994 im Landkreis Merseburg-Querfurt und 2007 zum Saalekreis kam.
Am 1. Oktober 1965 wurden die bis dahin selbstständigen Gemeinden Horburg und Maßlau nach Kötschlitz eingemeindet. Am 6. Mai 1990 wurden sie als Gemeinde Horburg-Maßlau wieder in die Selbstständigkeit entlassen. Zum 31. Dezember 2009 erfolgte die Eingemeindung nach Leuna.

## Wappen und Flagge
Blasonierung „In Blau über einer silbernen, schwarz gefugten, gezinnten Burg mit offenem Tor und zwei gezinnten Türmen mit je einer blauen Fensteröffnung eine silberne Lilie.“
Die Farben Horburg-Maßlaus sind Weiß-Blau.
Horburg-Maßlau führt eine Flagge. Diese ist blau-weiß-blau gestreift und mittig mit dem Wappen belegt.

## Regelmäßige Veranstaltungen
Der Horburger Zwiebelmarkt findet jedes Jahr Anfang September statt.

## Verkehrsanbindung
Südlich von Horburg verläuft die Bundesstraße 181 von Merseburg nach Leipzig, unmittelbar östlich von Maßlau die Bundesautobahn 9.
Die nächste Anschlussstelle Leipzig-West auf die A 9 ist von Horburg gut 3 km entfernt.

## Sehenswürdigkeiten

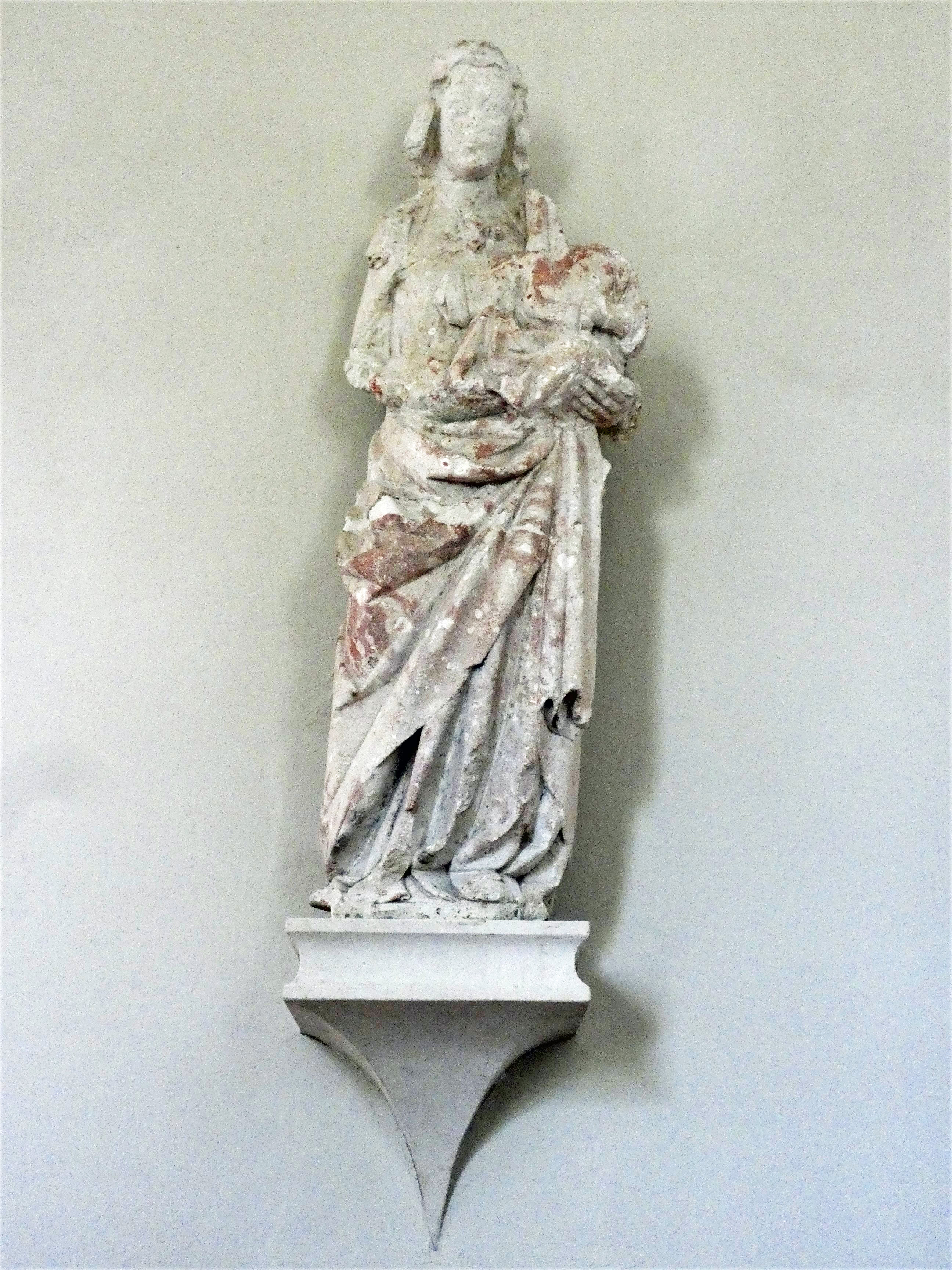
Horburger Madonna

Die Horburger Madonna aus dem 13. Jahrhundert steht in der Dorfkirche Horburg und wird dem Naumburger Meister zugeschrieben. Sie war der Grund, dass Horburg bis zur Reformationszeit Wallfahrtsort war.
Horburg liegt am Ökumenischen Pilgerweg und der Salzstraße.